# Arresto di Mark Kaminsky e Harvey Bennett

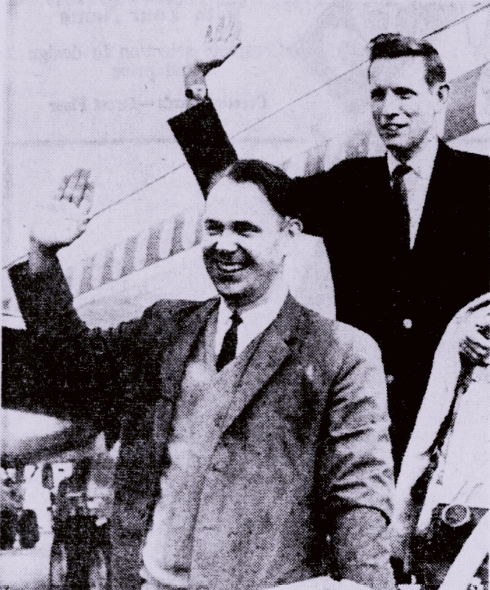
Mark Kaminsky e Harvey Bennett (1960)

Mark I. Kaminsky e Harvey C. Bennett furono due turisti americani che nel 1960 vennero arrestati e detenuti in Unione Sovietica. Kaminsky venne processato, condannato a sette anni di prigione e poi espulso dall'URSS accusato di essere una spia. 
Il necrologio di Kaminsky rimarca il fatto che fosse un agente sotto copertura degli Stati Uniti.

## Contesto
Kaminsky e Bennett si incontrarono per la prima volta nel 1953, nell'Air Force americana. 
Kaminsky, 28enne single, parlava fluentemente il russo, a causa dei genitori che erano emigrati negli Stati Uniti. La sua famiglia viveva a Edwardsburg, in Michigan. Nel 1959 fu guida di lingua russa durante l'American Exhibit di Mosca, una mostra americana nella capitale dell'Unione Sovietica. Era insegnante in Michigan e, secondo i suoi piani, sarebbe diventato insegnante universitario di russo alla Purdue University nell'autunno del 1960.
Bennett, 26enne sposato di Bath, nel Maine, si era appena laureato alla UCLA, L'università californiana di Los Angeles. Era indeciso tra il diventare insegnante di russo o ufficiale ai servizi esteri.

## Tour attraverso l'Unione Sovietica
Kaminsky e Bennett arrivarono insieme ad Helsinki, in Finlandia. Noleggiarono un'auto e il 27 luglio 1960 guidarono verso la Russia. I due stavano visitando l'Unione Sovietica grazie ad una borsa di studio di 2.000 dollari della Northern Educational Foundation di Philadelphia. 
Il 17 agosto, Eugene Power e suo figlio Philipp incontrarono i due uomini. Il figlio di Eugene disse al padre che Kaminsky gli aveva riferito che i due avevano pianificato di consegnare un messaggio alla famiglia di un russo che aveva disertato negli Stati Uniti. Aveva inoltre chiesto a Philipp di contattare il Dipartimento di Stato Americano se fossero scomparsi. Kaminsky inoltre riferì che pianificavano di fotografare, il giorno seguente, un'installazione sottomarina posta in un'area protetta. Eugene disse in seguito che secondo lui "stavano cercano guai".
La moglie di Bennett disse che l'ultima volta che sentì il marito fu in una lettera datata 19 agosto recante un francobollo di Vinnycja, in Ucraina, città spia che ricordava le città americane.
Kaminsky e Bennett si diressero verso Uzhgorod, da dove pianificavano di entrare in Cecoslovacchia.
Secondo l'agenzia di news TASS, i due "deviarono intenzionalmente dalla rotta permessa nelle vicinanze di Uzhgorod, vicino al confine ceco-ungherese, e si introdussero all'interno di un'area protetta mentre effettuavano un tour a motore della campagna sovietica". Il TASS riportò che Kaminsky aveva con sé mappe di installazioni militari dell'Ucraina occidentale, una pellicola fotografica e un quaderno degli appunti che faceva credere che fosse lì per raccogliere informazioni di intelligence.
Kaminsky dichiarò che lui e Bennett erano stati fermati ad un checkpoint vicino al confine cecoslovacco. Una guardia del KGB li aveva scortati fino alla vicina cittadina di Čop, in Ucraina. Dopo un'interrogazione furono fermati di nuovo al confine con la Cecoslovacchia. Tutte le pellicole fotografiche vennero requisite e sviluppate e, come conseguenza, i due diventarono ricercati.
Il Dipartimento di Stato americano riportò che un turista vide Kaminsky il 25 agosto alla dogana e punto di controllo sovietico dell'hotel dell'Agenzia di viaggi Intravel a Uzhgorod, al confine con la Cecoslovacchia. Il turista affermò che Kaminsky era stato arrestato per aver fatto una fotografia.
Nel settembre 1960 i due scomparvero e la moglie di Bennett ne denunciò la scomparsa.

## Arresto
I due uomini rimasero in un hotel di Uzhgorod per nove giorni, considerati "arresti domiciliari". Vennero poi portati a Kiev. Kaminsky venne detenuto nella cella di confinamento numero 35 del quartier generale del KGB, mentre Bennett rimase in hotel come testimone.

## Processo
Dopo il loro arresto, a Kaminsky e Bennett venne affidato un avvocato che consigliò loro caldamente di "dichiararsi colpevoli di tutte le accuse". I due ammisero che stavano facendo fotografie per un libro che Kaminsky stava scrivendo per la Northern Educational Foundation. 
Kaminsky venne accusato di spionaggio sotto l'Articolo II del Codice Sovietico contro i crimini di Stato. Kaminsky disse che "sebbene sapessi di venire processato sotto l'Articolo II, che prevedeva la pena di morte, ero stato rassicurato sul fatto che i russi non mi avrebbero ucciso". Il procuratore disse inoltre a Kaminsky: "tieni alta la testa, Kaminsky, non morirai qui". Kaminsky ebbe inoltre numerose conversazioni con il procuratore su chi avrebbe vinto le elezioni presidenziali in America.
Il 16 settembre 1960 la corte militare dell'Ucraina occidentale condannò Kaminsky a sette anni di prigione. Secondo il TASS, durante il processo, Bennett venne chiamato a testimoniare, denunciando che le attività di Kaminsky non erano compatibili con il turismo. Bennett poi sconfessò questa dichiarazione.
Kaminsky si appellò al Presidium del Soviet Supremo. Dal momento che si era dichiarato colpevole e che aveva espresso pentimento, il Presidium lo condannò all'espulsione dall'Unione Sovietica invece della prigione. Kaminsky venne rilasciato il 14 ottobre 1960.

## Domanda a Nikita Chruščëv
Mentre era a New York, Joe Micheals della NBC chiese a Nikita Chruščëv, il segretario del PCUS, una domanda riguardante l'arresto di Kaminsky e Bennett. Chruščëv si rivolse a Michaels e disse "Lei è un uomo cattivo, non risponderò a nessun'altra sua domanda".

## Morte di Kaminsky
Kaminsky muore il 15 febbraio 2007. Su uno dei necrologi è scritto che egli era una spia americana.